# 7e cérémonie des Lumières

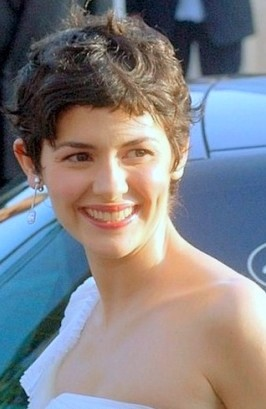
Audrey Tautou, prix de la meilleure actrice.

La 7e cérémonie des Lumières de la presse internationale s'est déroulée le 25 février 2002 à l’hôtel de Crillon, dans le cadre du Forum des images.

## Palmarès
- Meilleur film :
  - Le Fabuleux Destin d'Amélie Poulain de Jean-Pierre Jeunet
- Meilleur réalisateur :
  - Patrice Chéreau pour Intimité
- Meilleure actrice :
  - Audrey Tautou pour le rôle d'Amélie Poulain dans Le Fabuleux Destin d'Amélie Poulain
- Meilleur acteur :
  - Michel Bouquet pour le rôle de Maurice dans Comment j'ai tué mon père
- Meilleur espoir féminin :
  - Rachida Brakni pour le rôle de Noémie / Malika dans Chaos
- Meilleur espoir masculin :
  - Abdel Halis pour le rôle de Chad dans 17, rue Bleue
- Meilleur scénario :
  - Le Fabuleux Destin d'Amélie Poulain – Jean-Pierre Jeunet et Guillaume Laurant
- Meilleur film étranger :
  - Billy Elliot de Stephen Daldry